# کریس گیر
کریس گیر (انگلیسی: Chris Geere؛ زادهٔ ۱۸ مارس ۱۹۸۱) بازیگر اهل انگلستان است. وی از سال ۲۰۰۱ میلادی تاکنون مشغول فعالیت بوده‌است.
از فیلم‌ها یا برنامه‌های تلویزیونی که وی در آن نقش داشته‌است، می‌توان به تو بدترینی، پیت در برابر زندگی و اصرار اشاره کرد.